# Før 2. oktober - en film med Palle Lauring
|  | Denne artikel er oprettet af botten Steenthbot ud fra en ekstern database. Den kan derfor have sproglige fejl eller mangler. Denne skabelon kan fjernes efter kontrol af indholdet. |

Før 2. oktober - en film med Palle Lauring er en dansk dokumentarfilm fra 1972 instrueret af Ole Askman og efter manuskript af Palle Lauring.

## Handling
Ophavsmændene bag filmen siger Filmen handler om Palle Lauring og hans holdning til Fællesmarkedet. Ud fra 40 års beskæftigelse med historie og politik siger han, at hvis vi underkaster os Fællesmarkedet, kan vi som Chr. IV.s skibspræst på en forrygende tur i det nordlige Atlanterhav sige: "Vi ere ikke rigtig kloge, at vi haver forladt vor klodes mildere egne"

## Medvirkende
- Palle Lauring